# Metzar
Metzar (tiếng Hebrew: מֵיצָר) là một khu định cư của Israel và kibbutz ở phía nam Cao nguyên Golan. Khu định cư thứ 29 trên Cao nguyên Golan, thuộc thẩm quyền của Hội đồng khu vực Golan. Năm 2017 nó có dân số 266. [1]
Cộng đồng quốc tế coi các khu định cư của người Israel ở Cao nguyên Golan là bất hợp pháp theo luật pháp quốc tế, nhưng chính phủ Israel tranh chấp điều này.